# Milka Babović
Milena „Milka“ Babović (* 27. Oktober 1928 in Skopje, Königreich Jugoslawien; † 26. Dezember 2020 in Zagreb, Kroatien) war eine jugoslawische Sprint- und Hürdenläuferin sowie Journalistin. Sie gewann in Jugoslawien zahlreiche Sprintveranstaltungen und wurde mehrfach zur besten Athletin gewählt. Sie hatte auch eine beachtliche Karriere als Sportjournalistin und Redakteurin im Fernsehen.
Babović wurde in Skopje geboren und wuchs in Sarajevo auf, zog aber schon während der Schulzeit nach Ruma und Belgrad. Sie schloss ihr Pädagogikstudium an der Universität Zagreb ab. Nachdem sie in Ruma Sport getrieben hatte, ging sie zu Mladost in Zagreb und begann, an Sprintwettkämpfen teilzunehmen. Ab 1953 gewann sie die jugoslawischen Nationaltitel in den Disziplinen 100 m (einmal), 80 m Hürden (siebenmal), 4 × 100-m-Staffel (siebenmal) und 4 × 200-m-Staffel (zweimal). Sie stellte mehrere jugoslawische Sprintrekorde auf und gewann 1953 und 1957 zwei internationale Studentenwettbewerbe über 80 m Hürden; bei den Europameisterschaften 1954 wurde sie Fünfte. In der Sportske novosti-Award-Abstimmung wurde sie dreimal zur besten Athletin Kroatiens und zweimal zur besten Athletin Jugoslawiens gewählt.
Seit 1949 arbeitete sie als Sportjournalistin für die Zeitung Narodni sport und wechselte 1957 zum Fernsehen in Zagreb, wo sie die erste Sportredakteurin wurde. Diese Position bekleidete sie, mit einer vierjährigen Unterbrechung, bis 1975. Sie war mehrfache Vorsitzende der Sportjournalistensektion des Kroatischen Journalistenverbandes, war in zwei Mandaten Mitglied des Jugoslawischen Olympischen Komitees und einmal Mitglied des Exekutivrates der Stadtverordnetenversammlung von Zagreb.
Babović wurde 1974 von der Journalistenvereinigung, 1977 von der Stadt Zagreb, sowie 1979 mit dem jugoslawischen Orden Brüderlichkeit und Einheit mit silbernem Kranz ausgezeichnet.
Während der COVID-19-Pandemie in Kroatien starb Babović am 26. Dezember 2020 im Alter von 92 Jahren an den Folgen einer SARS-CoV-2-Infektion.